# قصف الصالة الكبرى (صنعاء)
قصف الصالة الكبرى هو قصف جوي حدث في قاعة عزاء في العاصمة اليمنية صنعاء في يوم 8 أكتوبر 2016، نفذته طائرات التحالف العربي، أشار الأمين العام للأمم المتحدة بان كي مون أنَّ التقارير الأولية تشير إلى مسؤولية التحالف بقيادة السعودية عن القصف،  في بداية الأمر نفى التحالف هذه الاتهامات. لكن أخيراً كشفت قناة بي بي سي أنَّ السعودية أقرَّت بشكلٍ غير معلنٍ بأنَّ إحدى طائرات التحالف العسكري الذي تقوده قصفت مجلس عزاء في صنعاء.
وحصلت الغارات الجوية عندما كان عشرات القادة العسكريين والضباط التابعين غالبيتهم لوزارة الداخلية والدفاع، مجتمعين في الصالة الكبرى جنوب صنعاء في مراسم عزاء والد جلال الرويشان المعين من قبل الحوثيين كوزير للداخلية. قُتِل في الغارة الجوية ما لا يقل عن 35 ضابط وأكثر من مائة آخرين غالبيتهم مدنيين.
أعلنت الولايات المتحدة أنَّها ستعيد النظر في دعمها للتحالف العربي بعد هذه الضربة الجوية. وذكرت هيومن رايتس ووتش أنَّ الذخيرة المستخدمة كانت القنبلة الموجهة بالليزر جي بي يو-12 بايفواي 2 أمريكية الصنع.
أصدر الفريق المشترك لتقييم الحوادث بشأن حادثة استهداف القاعة الكبرى بمدينة صنعاء يوم السبت 15 أكتوبر، بياناً ورد فيه أنَّ جهَّة في الجيش اليمني قدمت معلومة مغلوطة بوجود قيادات حوثية مسلحة داخل القاعة، وأنَّ مركز توجيه العمليات في اليمن أجاز الغارة دون إذن قيادة التحالف.

## القتلى والمصابين
من أبرز القتلى:
1. اللواء الركن/ علي بن علي الجائفي قائد قوات الاحتياط (الحرس الجمهوري).
2. اللواء الركن/ أحمد ناجي مانع، عضو اللجنة العسكرية الأمنية العليا رئيس هيئة التدريب والتأهيل برئاسة هيئة الاركان العامة.
3. العميد الركن/علي أحمد مصلح الذفيف.
4. اللواء الركن/عبد القادر علي هلال أمين العاصمة.
5. اللواء الركن/عمر بن حليس اليافعي.
6. العميد الركن/علي حسين الحمزي.
7. العميد الركن/محمد ناصر العامري. وهو عضو اللجنة العامة لحزب المؤتمر، وكان محافظ محافظة البيضاء.
8. العميد/عبد الله علي محمد قائد الجوفي.
9. العميد/حسين صالح زياد.
10. العميد/عامر جهلان الشبيري.
11. العميد/عبد الملك مرزوق علي العرار، قائد اللواء الرابع مدرع حرس جمهوري.
12. العميد/عبد العزيز يحيى العجلي.
13. العميد/عبد الرحمن عبد الله الكهالي.
14. العقيد/عبد الرحمن حسين الجاكي.
15. العقيد/يحيى حسن أحمد الرويشان.
16. العقيد/محمد محمد محسن بن هلال.
17. العقيد/أحمد أحمد عبد الله العرشي.
18. العقيد/محمد حسن لطف الله.
19. العقيد/أحمد يحيى الشيح.
20. العقيد/محمد عايض الشليف.
21. العقيد/محمد سعيد حزام الخليدي.
22. العقيد/محمد عبد الكريم محمد الصوفي.
23. العميد/عبد الرحمن محمد مداعس.
24. العقيد/أحمد إبراهيم منصوب.
25. العقيد/جبر حسن الماوري، ركن عمليات المنطقة العسكرية السابعة،
26. العقيد/حميد هادي حزام البشيري.
27. العقيد/أحمد إسماعئل النساني.
28. المقدم/عادل علي محمد نجاد.
29. الرائد/عبد الرقيب محمد الصالحي.
30. الرائد/رضوان عبد الله الخزان.
31. النقيب/محمد عمر بن حليس.
32. النقيب/حاشد أحمد صالح الرويشان.
33. النقيب/حميد ناصر حسن الرويشان.
34. النقيب/صلاح حفظ الله علي الرويشان.
35. النقيب/محمد أحمد علي عباد الرويشان.
36. النقيب/عبد الملك محمد ناصر الرويشان.
37. النقيب/محمد ناجي علي هادي قيران.

الجرحى
1. اللواء/ جلال علي علي الرويشان، المعين من الحوثيين وزيراً للداخلية.
2. اللواء / عبد الرزاق محمد المروني قائد قوات الأمن الخاصة (الأمن المركزي سابقاً).
3. أحمد صالح دويد، رئيس مصلحة شؤون القبائل.
4. اللواء / علي محمد الكحلاني، مساعد وزير الدفاع.
5. إبراهيم أحمد الحاوري
6. إبراهيم أحمد عبد الله السنيني
7. إبراهيم أحمد عبده الصمدي
8. إبراهيم صالح صالح الرويشان
9. إبراهيم عبد الله أحمد المؤيد
10. إبراهيم علي أحمد صالح دويد
11. إبراهيم علي صالح التويتي
12. إبراهيم علي محسن الشامي
13. إبراهيم علي محمد الحميري
14. أبو بكر عبد الله غالب المخلافي
15. أحمد أحمد النجار
16. أحمد أحمد عتيق الصباحي
17. أحمد أحمد ناصر الوشاح
18. أحمد حسين المطري
19. أحمد حمود جابر
20. أحمد حمود عبده يحيى
21. أحمد حميد الجميلي
22. أحمد دهم الشليف
23. أحمد صالح محسن الشامي
24. أحمد صالح القنع
25. أحمد صالح الرويشان
26. أحمد صالح غالب النهمي
27. أحمد صالح محمد دعبوش
28. أحمد صالح يحيى هادي
29. أحمد عامر صالح عواس
30. أحمد عبد الرحمن عبد الله الكهالي
31. أحمد عبد الله الحبيشي
32. أحمد عبد الله العابد
33. أحمد عبد الله صغير الملاحي
34. أحمد عبد الله يعيش
35. أحمد عبد ربه الحاصل
36. أحمد عبده الجحدري
37. أحمد علي البراشي
38. أحمد علي المطري
39. أحمد علي ثابت الحاج
40. أحمد علي عثمان علون
41. أحمد علي محسن
42. أحمد غلاب القاضي
43. أحمد فائز الزبير
44. أحمد محمد الجمرة
45. أحمد علي محمود ثابت
46. أحمد علي هزام العياني
47. أحمد محمد علي الجبري
48. أحمد محمد شامي مجبور
49. أحمد محمد محمد الكبسي
50. أحمد محمد الماعطي
51. أحمد مشلي علي الحميدي
52. أحمد ناجي صالح
53. أحمد هادي يحيى هادي
54. اسامه عبد الحي المجاهد
55. أسامة عبد الرحمن القلام
56. أسامة محمد سالم
57. إسماعيل صالح العمودي
58. إسماعيل علي محسن أبو صلاح
59. إسماعيل محمد المقالح
60. إسماعيل محمد المقري
61. اكرم محمد الحاج
62. اكرم يحي محمد محسن
63. أمير طاهر عبده
64. امين عبد اللطيف الحميدي
65. أمين محمد محيي الدين
66. امين علي مشلي الرويشان
67. امين علي أحمد صالح دويد
68. امين علي الجبري
69. أنور عبد الله العمري
70. اياد نائف الرويشان
71. أيمن قايد الرويشان
72. بسام عبد الجليل عبد اللطيف
73. بشار منصور صالح الصيادي
74. بشير أحمد صالح الخباني
75. بشير صالح الجمالي
76. بشير صالح العرشي
77. بكيل أحمد العابد
78. بكيل خالد التويتي
79. بكيل خالد مطر
80. بكيل صالح أحمد المجاهد
81. بلال خالد صالح داؤود
82. بلال عبد الله عباد الرويشان
83. جبران جبر الماوري
84. جسار محمد مفتاح هراش
85. جمال عبد الله الحواني
86. جميل أحمد صالح الذرحاني
87. جميل عبد الله جميل سعيد
88. جوهر هادي صالح الصعدي
89. الحارث حمود الحارثي
90. حافظ محسن محمد الفهد
91. حامد محمد محمد السفياني
92. حسان ناجي أحمد صالح جبران
93. حسن محمد حسن لطف لله
94. حسن ناصر عبد الله الضبياني
95. حسين المضرحي
96. حسين حسين أبو حليقة
97. حسين صالح صالح المداني
98. حسين عبد الله القحطاني
99. حسين علي حسين صالح الحميدي
100. حسين علي حسين دبيش
101. حسين علي عبد الله الحبيب الحبيشي
102. حسين علي علي الجراش
103. حسين علي محمد السوادي
104. حسين محمد يحيى العابد
105. حسين يحيى محمد البيحاني
106. حلمي فارع عبد الكريم ناجي الهاشمي
107. حمد صالح الرويشان
108. حمزة حسين الشرفي
109. حمود إسماعيل عبد الله الشيخ
110. حمود علي حسين علي صلاح
111. حمود محمد سعد محمد العصري
112. حمود محمد ناجي الرتبة
113. حميد صالح الضراب
114. حميد علي علي منصر
115. حمير علي محسن الرميم
116. حيدر إبراهيم عباس المؤيد
117. خالد أحمد علي اليفاعي
118. خالد حسين زياد
119. خالد حميد العياب
120. خالد صالح مخارش
121. خالد قايد علي المجيدي
122. خالد محسن الناشف
123. خالد محمد قايد غيلان
124. خليل عبد الله الأكوع
125. داوود حسين الترب
126. ذياب صالح علي الضبياني
127. راشد ماجد عبده البريهي
128. راوح زايد الرويشان
129. رائد جلال مهدي القطاع
130. ربيع محمد علي الحباري
131. رزق عبده صالح العشبي
132. رزق علي علي العراقي
133. رشاد محمد أحمد النجدي
134. زايد زيد أحمد العجلي
135. زايد محمد سعيد طبقة
136. زكريا ناصر أحمد صبرة
137. زكريا علي محمد الحمزي
138. زكريا علي محمد الفران
139. زياد صالح حسين الرويشان
140. زياد علي حسن الرويشان
141. زياد عباد الرويشان
142. زياد علي شامي
143. زيد علي الجمرة
144. زين مبخوت علي مبارك
145. سالم صالح الرويشان
146. سام علي جميل الصماد
147. سام علي محمد الصماط
148. سامي محمد حسين المداوري
149. سامي عبد الدائم عبد الله عبدان
150. سامي يحيى أبو الرجال
151. سعيد خالد مكرم
152. سعيد ناجي مطر
153. سلطان فيصل الرويشان
154. سلمان أحمد عبد الجليل النمر
155. سليم الشرامي
156. سليم عبد الله قاسم الجماعي
157. سمير أحمد صالح الرعيني
158. سمير عبد التواب الصلوي
159. سنان أحمد الغيلي
160. سند محمد العصري
161. سيف علي محمد الخولاني
162. شائف علي شائف جار الله
163. شايف محسن غلاب
164. شايف ناصر علي القانصي
165. شكري هزاع محمد
166. شمسان صالح عبده الاعرج
167. صادق أحمد أحمد حزام سيف
168. صادق أحمد علي مجود
169. صادق عبد القدوس البكالي
170. صادق علي النشار
171. صادق يحيى العري
172. صالح أحمد أحمد دويد
173. صالح أحمد العرشي
174. صالح أحمد الخولاني
175. صالح حسين الرويشان
176. صالح سالم سعد سعيد
177. صالح صالح منصر العولقي
178. صالح عبد القادر ناجي السلامي
179. صالح عبد القادر ناصر الرويشان
180. صالح عبد الله المطري
181. صالح عبد الله الاجرب
182. صالح علي أحمد الرويشان
183. صالح علي أحمد عطيفة
184. صالح علي علي عباد الرويشان
185. صالح علي محسن محمد
186. صالح محسن الجمرة
187. صالح محمد أحمد الصايدي
188. صالح محمد مشلي الرويشان
189. صالح ناجي الرويشان
190. صالح ناصر الشرماني
191. صالح صالح أحمد حاتم
192. صبار محمد عبده الحجوري
193. صبري علي الماعطي
194. صدام حسن الجرفي
195. صدام حسين محمد الروني
196. صدام فيصل الرويشان
197. صدام محمد محمد علي الاشول
198. صلاح عبد الله المطري
199. طالب حسين الشكيلي
200. طلال علي سعيد الرويشان
201. طه حسين القادري
202. طه حسين حسين الشباني
203. طه علي العصري
204. عادل أحمد راجح هاجر
205. عادل حسن صالح المسوري
206. عادل صالح مسعود
207. عادل علي التويتي
208. عادل علي بجاش
209. عادل ناجي العولقي
210. عاصم عتيق جواح
211. عامر علي الحميدي
212. عامر يحيى عامر
213. عباد عبد الله الاعوج
214. عباد علي الحباري
215. عبد ربه عبد الله الرويشان
216. عبد الاله علي الخولاني
217. عبد الباسط محمد شليف
218. عبد الحافظ ناجي السمة
219. عبد الحفيظ أحمد المبنن
220. عبد الحكيم أحمد الهادي
221. عبد الحميد حسن الجراش
222. عبد الحميد محسن دحان
223. عبد الحميد يحيى قرعة
224. عبد الخالق حسين القدسي
225. عبد الخالق حسين الضبري
226. عبد الخالق محمد جويد
227. عبد الخالق يحيى علي الشيخ
228. عبد الرب عبد الخالق محمد جويد
229. عبد الرب محمد عبد الله الرويشان
230. عبد الرحمن عبد الرحمن الحاتمي
231. عبد الرحمن علي فقيه
232. عبد الرحمن محمد البكالي
233. عبد الرحمن إبراهيم الجنيد
234. عبد الرحمن محمد ثامر
235. عبد الرحمن مطهر علامة السلامي
236. عبد الرزاق راشد قطران
237. عبد الرؤف عبد العزيز الملفي
238. عبد السلام أحمد الضلعي
239. عبد السلام حيدر جعدار
240. عبد العزيز حسن النويرة
241. عبد العزيز سعيد الكبودي
242. عبد العزيز عسكر العقر
243. عبد الغني علي الكوكباني
244. عبد الفتاح أحمد سعد حمزة
245. عبد الفتاح عبد الله الديلمي
246. عبد القادرعلي سعيد الشدادي
247. عبد الكريم أحمد الجراش
248. عبد الكريم أحمد مسعد السقطري
249. عبد الكريم أحمد موسى
250. عبد الكريم صالح معوضة
251. عبد الكريم عبد الله محمد الرويشان
252. عبد الكريم علي الرويشان
253. عبد اللطيف الحميدي
254. عبد اللطيف أحمد شوكة
255. عبد الله أحمد أحمد السفياني
256. عبد الله أحمد علي المحاقري
257. عبد الله حسن النجار
258. عبد الله حسين الخياط
259. عبد الله سعيد الرويشان
260. عبد الله صالح القادري
261. عبد الله صالح حسين زياد
262. عبد الله عبد الباقي حسين غوبر
263. عبد الله عبد الرحمن الكهالي
264. عبد الله عبد الله الرويشان
265. عبد الله عبده قليسة
266. عبد الله علي الثعبان
267. عبد الله علي الشامي
268. عبد الله علي عيشان
269. عبد الله مجاهد ذياب
270. عبد الله محمد صالح الخولاني
271. عبد الله ناجي جبير
272. عبد الله نصر القمعري
273. عبد الملك أحمد غالب المروني
274. عبد الملك أحمد غانم
275. عبد الملك حسان النجار
276. عبد الملك حسين علي النجار
277. عبده ناصر شايف الرعيني
278. عبد الواسع حسين المنجشي
279. عبد الودود محمد القاضي
280. عبد الوهاب مسعد الرويشان
281. عبد الوهاب علي محمد عبده
282. عبده صالح حسين زياد
283. عبده صالح الموشكي
284. عبده عبد الله محمد الأدور
285. عبده علي الحبشي
286. عبده علي عبد الله الحويتي
287. عبده علي فاضل حمزة
288. عبده غالب سلطان السروري
289. عبد الناصر أحمد الذماري
290. عدنان سابق الاعوج
291. عدنان علي الماعطي
292. عدنان محمد رفعت
293. عرفات أحمد الرويشان
294. عزيز منصور الجبل
295. عصام مسعد الرويشان
296. عصام يحيى صالح الموجاني
297. عفيف أحمد ناصر الملحمي
298. علاء محمد حاتم
299. علاء مطهر أحمد صبر
300. علاء مقبل العابد
301. علي أحمد شرف الدين
302. علي أحمد التام الجراشي
303. علي أحمد الجراش
304. علي أحمد ناصر الرويشان
305. علي أحمد العرشي
306. علي أحمد درهم الشليف
307. علي أحمد صالح الرويشان
308. علي أحمد عبد الله الدربي
309. علي أحمد علي الرويشان
310. علي أحمد ناجي الرويشان
311. علي عبد الإله المجهلي
312. علي حسن صالح الرويشان
313. علي حسين حمزة
314. علي حفظ الله صالح الحاج
315. علي حمود ناجي الرويشان
316. علي سالم محمد عفينة
317. علي شوعي العزكي
318. علي صالح الثعبان
319. علي صالح صالح محمد الرويشان
320. علي عبد الله الحبيب
321. علي عبد الله الحبيشي
322. علي عبد الله الحويتي
323. علي عبد الله حسين الذرحاني
324. علي عبد الله عبد الله الحبشي
325. علي علي أحمد الشويع
326. علي علي إسماعيل حميد
327. علي علي جهلان العصري
328. علي علي شوينع شوعي
329. علي علي محمد الاسعدي
330. علي قناف السكري
331. علي صالح مجلي
332. علي محسن الشامي
333. علي محسن حاتم الحاشدي
334. علي محسن صالح أبو صلاح
335. علي محسن الأكوع
336. علي محسن مثنى
337. علي محمد أحمد قاسم
338. علي محمد الرويشان
339. علي محمد صالح الخولاني
340. علي محمد صالح الفقيه
341. علي محمد يحيى العابد
342. علي ناصر علي جابر
343. علي يحيى حسن المداني
344. علي يحيى علي المجهلي
345. علي يحيى أحمد قرقر
346. عماد عبد الفتاح الديلمي
347. عماد محمد إسماعيل الشيخ
348. عمار إبراهيم علي مطهر
349. عمار حفظ الله الرويشان
350. عمار عبد الله حسين الأكوع
351. عمار عبد الرحمن البكالي
352. عمر صالح فرحان
353. عمر عبد الله المحبشي
354. عمر محمد علي الرويشان
355. عمرو أحمد الاسطى
356. عون عبد الرحمن علي الفقيه
357. غانم عتيق العصري
358. غانم علي عبد الله عابد
359. غلاب أحمد العديني
360. فارس صالح علي الحداء
361. فارس محمد صالح طريق
362. فاضل محمد غالب
363. فاهم محمد الفضلي
364. فايز محمد راجح غلاب
365. فايز محمد الزبير
366. فتح الله محمد النعمي
367. فتحي الصعدي
368. فتحي عبده مهدي السماوي
369. فهد أحمد محمد الحاج
370. فهمي أحمد عبده ربه الحاصل
371. فيصل حسين صالح الجرفي
372. فيصل عبد الله الاعوج
373. قاسم سعيد الرويشان
374. قيس مبخوت القيسي
375. قيس علي العماد
376. كمال حسين علي عوفان
377. كهلان عبد الوارث الشليف
378. كهلان محمد الزبير
379. لطف صادق العمري
380. لؤي إبراهيم الحيوتي
381. لؤي اكرم الارياني
382. ماجد عبده المظفر
383. ماجد ماجد القربي
384. ماجد محمد صالح قهدة
385. مأمون محمد أبو خاطر
386. ماهر علي الخالدي
387. ماهر محمد أحمد المسعودي
388. ماهر محمد عثمان الفضلي
389. مثنى محمد المجهلي
390. مجاهد عبد الله الحميدي
391. مجاهد عبد الله الاعوج
392. مجاهد محمد الاعرج
393. مجاهد محمد المطري
394. مجاهد محمد صالح وردان
395. محرم أحمد العرشي
396. محسن محسن أحمد الجمرة
397. محمد إبراهيم الشامي
398. محمد أحمد الاعوج
399. محمد أحمد الشرامي
400. محمد أحمد الماطري
401. محمد أحمد محمد علي المطري
402. محمد أحمد صالح الرويشان
403. محمد أحمد عامر الوهاسي
404. محمد أحمد عبده مراد
405. محمد أحمد علي الجراش
406. محمد أحمد محمد شايف صلاح
407. محمد أحمد منصور العولقي
408. محمد إسماعيل الارحبي
409. محمد جابر سعيد المحجري
410. محمد حسين البلبول
411. محمد حسين الرويشان
412. محمد حسين القادري
413. محمد حسين رفعت
414. محمد حسين عوفان
415. محمد حمود العسيلي
416. محمد حمود العصري
417. محمد حميد القاضي
418. محمد حميد حاتم
419. محمد رياض الرفاعي
420. محمد أحمد شرف الدين
421. محمد صالح الرويشان
422. محمد صالح العرشي
423. محمد صالح الماوري
424. محمد صالح القديمي
425. محمد صالح فضة
426. محمد ضيف الله هيلان
427. محمد عباس المتوكل
428. محمد عبد الحميد الجحدري
429. محمد عبد الحميد راجح
430. محمد عبد الخالق محمد الدينة
431. محمد عبد الرحمن الجنيد
432. محمد عبد السلام السفياني
433. محمد عبد الله الرويشان
434. محمد عبد الله الزبير
435. محمد عبد الله الماطري
436. محمد عبد الله علي منصور
437. محمد عبد الملك هزاع
438. محمد عبد الولي ناجي جبير
439. محمد عبد الوهاب السوسوة
440. محمد عبده سالم الصلوي
441. محمد علي أبو الرجال
442. محمد علي العرشي
443. محمد علي محمد الحباري
444. محمد علي السلامي
445. محمد علي الكبسي
446. محمد علي أحمد النمر
447. محمد علي حسين الجرداني
448. محمد علي سعد الجحدري
449. محمد علي صالح الخباني
450. محمد علي سعيد الرويشان
451. محمد علي قايد السياني
452. محمد علي محسن مثنى
453. محمد علي محمد الرويشان
454. محمد علي السواري
455. محمد علي مسعد الشعري
456. محمد علي مقبل العابد
457. محمد غالب أحمد الشدادي
458. محمد فضل عباد
459. محمد قاسم ذيبان
460. محمد قايد محمد صلاح
461. محمد محسن سحلول
462. محمد محمد احسن الفقيه
463. محمد محمد الصايدي
464. محمد محمد ثامر
465. محمد محمد حسين همدان
466. محمد محمد شارب
467. محمد محمد قاسم الأسطى
468. محمد محمد مصلح الجوفي
469. محمد محمد ناصر الماعطي
470. محمد مرشد الرويشان
471. محمد مشلي الرويشان
472. محمد منصور الحاوري
473. محمد ناصر الرويشان
474. محمد ناصر سعيد مدفون
475. محمد ناصر محمد الحداء
476. محمد ناصر محمد معوضة
477. محمد نبيل عبد الوهاب جمعان
478. محمد هادي جعدان
479. محمد يحيى ادريس الماخذي
480. محمد يحيى الابي
481. محمد يحيى علي الحباري
482. محمد يحيى العودي
483. محمد يحيى صالح دويد
484. محمد يحيى الحرازي
485. محمد يحيى محمد الضوراني
486. محمد يحيى شديق
487. محمد يحيى الهردي
488. محمود أحمد علي الدنيا
489. محمود صالح الشطبي
490. محمود عبد الله أحمد الفضيل
491. محمود محمد أحمد حمزة
492. مختار علي ناصر الرويشان
493. مختار علي المروني
494. مراد أحمد ثعيل
495. مروان حسن الفرزعي
496. مستور عبده الجوبي
497. مشير أحمد حمد جابر
498. مشير عبد التواب الصلوي
499. مصطفى محمد الشرامي
500. مطلق علي مبارك نهشل
501. مطهر أحمد صبر
502. مطهر عبده خميس
503. مطهر علي النويرة
504. مطهر محمد عبد الخالق العنسي
505. مطيع علي الحوري
506. معتصم محمد أحمد الصالحي
507. معتمد رياض محمد الرفاعي
508. معين صالح حسين المحفدي
509. منصور صالح الصيادي
510. مهيب عبد الجليل سلام
511. مهيوب ناجي القاضي
512. موسى محسن الفهد
513. ميثاق خالد القنازي
514. ناجي أبو حليقة
515. ناجي أحمد محي الدين الكميم
516. ناجي صالح الهجري
517. ناجي محسن العليي
518. ناجي يحيى حسن الرويشان
519. ناصر جمال الحضوري
520. ناصر صالح صالح الرويشان
521. ناصر صالح علي محسن
522. ناصر علي حسن الرويشان
523. ناصر علي حسن عوفان
524. ناصر مجمل محمد جميل
525. ناصر يحيى الرويشان
526. نايف حسن محي الدين
527. نايف علي الحميدي
528. نايل ثابت مثنى أحمد
529. نبيل الشتواني
530. نبيل عبد الوهاب جمعان
531. نبيل ياسين الشريف
532. نجيب حمود زهرة
533. نصر أبو حليقة
534. نصر أحمد قايد البلاع
535. نصر جميل الرويشان
536. نصر صالح الرويشان
537. نضال محمد الجراش
538. نضال محمد الماعطي
539. هاشم علي أحمد المروني
540. هاني أحمد الجنداري
541. هاني عبد الله علي محمد قائد الجوفي
542. هاني يحيى علي مساوع
543. هزاع أحمد مجيديع
544. هشام رزاز الجراشي
545. هشام سعيد الرويشان
546. هشام مطهر أحمد صبر
547. هلال أحمد مشلي الحميدي
548. هلال عبد الولي الجابري
549. هيمان ناصر غالب
550. وسيم الصعدي
551. وليد أحمد محمد العزبي
552. وليد عايض عبد الرحمن
553. وليد عبد ربه قحطان
554. وليد علي الجبري
555. وليد علي شائف جار الله
556. وليد فيصل الحضراني
557. وليد فيصل شديوة
558. وليد محمد يحيى الرويشان
559. وليد نبيل عبد الوهاب جمعان
560. ياسر صالح سالم عزان
561. ياسر عبد الله حسين الأكوع
562. ياسر علي الجراش
563. ياسر محمد السلامي
564. ياسين عمر أحمد البركاني
565. يحيى أحمد الماعطي
566. يحيى ناجي الرويشان
567. يحيى صالح أحمد إسماعيل
568. يحيى صالح الموجاني
569. يحيى صالح دويد
570. يحيى عباد علي الرويشان
571. يحيى عبد الإله مهدي
572. يحيى عبد الاله يحيى المجهلي
573. يحيى عبد الله السواري
574. يحيى علي الفقاري
575. يحيى علي عبد الله سميع
576. يحيى هادي صالح الخباني
577. يحيى يحيى امين الرويشان
578. يوسف أحمد القشاب
579. يوسف حسين الاجرب
580. يوسف حسين دبيش
581. يوسف عادل العماد
582. يوسف عبده أحمد الجحدري
583. يوسف محمد راجح الجحدري
584. يوسف هزاع أحمد مجيدع
585. يونس ناجي محمد صالح الضراب

## اتهام السعودية والتحالف
أوردت وكالة سبأ اليمنية التابعة للحوثيين في صنعاء، أن الطيران السعودي استهدف «عصر السبت صالة عزاء لأسرة آل الرويشان جنوب العاصمة صنعاء بثلاث غارات جوية»، کذلك قال الأمين العام للأمم المتحدة بان كي مون: «إن التقارير الأولية تشير إلى مسؤولية التحالف بقيادة السعودية عن القصف الذي وقع يوم السبت في اليمن وضرب جنازة في صنعاء». في بداية الأمر نفى التحالف الذي يقود الحملة العسكرية الموالية للرئيس هادي وحكومته الإتهامات بالضلوع في هذه الأحداث، أكدت قيادة التحالف، الذي تقوده السعودية، بأن لديها تعليمات واضحة وصريحة بعدم استهداف المواقع المدنية، معلنة عن فتح تحقيق فوري في الحادث، بحسب ما نقلته وكالة الأنباء السعودية (واس). لكن أخيرا كشفت قناة بي بي سي أن السعودية أقرت بشكل غير معلن بأن إحدى طائرات التحالف العسكري الذي تقوده قصفت مجلس عزاء في العاصمة اليمينة صنعاء.

### تحقيق
أعلنت قوات التحالف في بيان نقلته وكالة الأنباء السعودية أن «الفريق المشترك لتقييم الحوادث» سيحقق في الغارة بدعم من الولايات المتحدة.
أصدر الفريق المشترك لتقييم الحوادث بشأن حادثة استهداف القاعة الكبرى بمدينة صنعاء، اليوم السبت 15 أكتوبر، بياناً ورد فيه أن جهة في الجيش اليمني قدمت معلومة مغلوطة بوجود قيادات حوثية مسلحة داخل القاعة، وأن مركز توجيه العمليات في اليمن أجاز الغارة دون إذن قيادة التحالف. وأقر المحققون في بيان بأن الغارات الدامية تمت من دون «الموافقة» النهائية لقيادة التحالف الذي تقوده السعودية ومن دون «اتباع الإجراءات الاحترازية المعتمدة».

## ردود الفعل

### الدول والمنظمات
- الولايات المتحدة، قال المتحدث باسم مجلس الأمن القومي الأمريكي نيد برايس إن «التعاون الأمني الأمريكي مع السعودية ليس شيكا على بياض». وأضاف برايس «في ضوء هذا الحادث وحوادث أخرى وقعت في الآونة الأخيرة بادرنا بمراجعة فورية لدعمنا الذي قُلص كثيرًا بالفعل للتحالف الذي تقوده السعودية».[19][22]
- الأمم المتحدة، قال بان كي مون، الأمين العام للأمم المتحدة، إن التقارير الأولية بشأن الهجوم على مجلس العزاء بصنعاء، تشير إلى “مسؤولية” التحالف العربي عنه، في الوقت الذي طالب فيه بتشكيل لجنة تحقيق دولية في الهجوم. وأضاف “كي مون”، في تصريحات للصحفيين بمقر المنظمة الدولية بنيويورك، اليوم الاثنين، “تشير التقارير الأولية أن ما وقع بمجلس العزاء كان هجوماً لقوات التحالف” واعتبره «هجوم وحشي على المدنيين وانتهاك مشين للقانون الإنساني الدولي. كان مركزا اجتماعيا معروفا من الجميع، مكتظا بالناس، بالعائلات والأطفال»[2][3][23] وأيضا قال المبعوث الخاص للأمم المتحدة إلى اليمن إسماعيل ولد الشيخ أحمد: «ينبغي فعل كل شيء من أجل إحالة مرتكبي هذه الهجمات الشنيعة إلى القضاء... ولقد تأثرنا جميعا لكون هذه الهجمات وقعت في وقت تم فيه تحقيق تقدم مهم إثر مفاوضات طويلة، وفي وقت كنا نتفاوض على اتفاق دائم».[24]
- إيران قام وزير الخارجية الإيراني محمد جواد ظريف بارسال رسالة احتجاجية إلى الامين العام للامم المتحدة معرباً عن غضب واستنكار إيران بشدة للغارة الجوية السعودية المروعة والمأساوية التي استهدفت مجلس عزاء في صنعاء.[25]
- إيطاليا، دانت إيطاليا الأحد 9 أكتوبر الهجوم الذي استهدف مجلس عزاء في صنعاء، ونقل التلفزيون الحكومي عن وزير الخارجية والتعاون الدولي الإيطالي، باولو جينتيلوني، القول، إن «إيطاليا تدين بشدة القصف الذي طال مجلساً للعزاء في صنعاء»، مضيفاً أن تصعيد الهجمات العسكرية على المدنيين «أمر غير مقبول».[26]
- فرنسا عبرت فرنسا عن “إدانتها الحازمة” للضربات الجوية على العاصمة اليمنية صنعاء وطالبت بـ”تحقيق مستقل” لكشف ملابسات هذا القصف. وقال المتحدث باسم الخارجية الفرنسية رومان نادال في بيان ان فرنسا التي تشعر “بصدمة عميقة، تدين بشدة الهجوم على صنعاء وتطلب إجراء تحقيق مستقل حوله بهدف تحديد هوية المرتكبين”. مشيرا إلى ان “هذه المجزرة تؤكد مجددا الضرورة الملحة لإيجاد حل سياسي يضع حدا للحرب في اليمن”.[26][27]
- روسيا: زار السفير الروسي في اليمن أوليغ ديريموف، الاثنين 10 أكتوبر/تشرين الأول، موقع الحادث وأعربت وزارة الخارجية الروسية في بيان عن «أحر تعازيها لذوي ضحايا الهجوم» مشيرة إلى أن «مثل هذا الهجوم، الذي أدى إلى سقوط هذا العدد من الضحايا بين المدنيين الأبرياء، يثير امتعاضا وإدانة»، مشددة على أنه لا بد من «إجراء تحقيق أدق وأكثر موضوعية» في الحادث و«معاقبة منفذيه بصورة مناسبة وشديدة».[28]
- كندا، وأدان وزير الخارجية الكندي ستيفان ديون في بيان له، «الهجوم الذي استهدف قاعة عزاء في صنعاء». مضيفا إن «على التحالف الذي تقوده السعودية أن يفي الآن بالتزاماته في إجراء تحقيق». وتابع الوزير إن «كندا تدعو جميع الأطراف في اليمن إلى تجنب التصعيد في العنف نتيجة هذه الحادثة». داعيا إياهم في المقابل إلى «احترام التزاماتهم بموجب القانون الإنساني الدولي، والانخراط في حوار سياسي ووقف دائم للأعمال العدائية بهدف الحد من الخسائر المأسوية في أرواح المدنيين».[29]
- حزب الله، قال الأمين العام لحزب الله حسن نصر الله، «إن الهجوم الذي راح ضحيته مئات القتلى والجرحى في اليمن، كان متوقعا»، مشيرًا إلى أنه «يجب إدانة هذه المجزرة على حد وصفه بأعلى الأصوات». وأضاف نصر الله في كلمة ألقاها في «المجلس العاشورائى المركزي»، في الضاحية الجنوبية لبيروت: «يجب أن نتوقف أمام الحادث المهول الاستثنائى والخطير الذي حصل أمس السبت في مدينة صنعاء».[30] مضيفا أن “مجزرة اليمن تحتاج منا إلى الوقوف إلى جانب الشعب المظلوم وكما حصل في السنوات الماضية التي تزامن فيها يوم عاشوراء مع العدوان على غزة”.[31]
- نرويج، وقال وزير الخارجية النرويجي على صفحته في موقع التواصل الاجتماعي (تويتر): «اعزي أسر ضحايا الهجوم المروع الذي استهدف قاعة عزاء في اليمن وأدعو أن تنتهي هذه الحرب فوراً».[29]

## وصلات خارجية
- "اليمن :هل تغير غارة صنعاء من مسار عمليات التحالف؟". BBC Arabic. مؤرشف من الأصل في 2016-12-20. اطلع عليه بتاريخ 2016-10-10.